# Dora Avante
Dora Avante, ou Dorinha, é uma personagem criada por Luís Fernando Veríssimo em suas crônicas.
Com Dora Avante, Veríssimo critica as dondocas da alta sociedade, com suas ideias fúteis, a instabilidade de seus relacionamentos amorosos e a obsessão pela eterna juventude, manifestada nas operações plásticas e na insistência em não revelar a própria idade.
Dora é sempre apresentada como ravissante, um adjetivo francês bem característico das colunas sociais (em português, esfuziante). Não revela sua idade nem sob tortura e garante que só Deus e Pitanguy sabem quantos anos ela tem e ela confia na discrição dos dois. Mas ela própria dá algumas pistas de sua longevidade: é verdade que carregou Getúlio Vargas no colo, mas ele já era presidente na ocasião; foi a primeira mulher a fazer topless numa praia brasileira, mas nega que teve que parar porque o Padre Anchieta protestou.
Por fazer coisas não apropriadas para sua idade, Dora passa por vários vexames. Acidentou-se no último carnaval, quando desfilou na Sapucaí como madrinha da bateria de uma escola porque não conseguiu acompanhar o ritmo da escola e foi atropelada pela bateria. Além dos arranhões e da perda de miçangas sofreu o que ela chama de “escoriações morais”, pois tudo aconteceu bem na frente do camarote da Brahma.
Dora lidera as Socialaites Socialistas junto com suas amigas Tatiana (“Tati”) Bitati, Betania (“Be”) Steira, Cristina (“Kika”) Tástrofe, entre outras. O grupo  luta pela implantação no Brasil do socialismo soviético no seu estágio mais avançado, a volta ao czarismo e, por isso, participou de vários movimentos da política nacional. No grande comício pelas diretas já, Dorinha estava no palanque, mais especificamente embaixo do palanque dando uma aula de democracia participativa a um jovem ativista.Ela apoiou a eleição do Collor, mas foi dela a iniciativa das caras-pintadas contra o Collor, embora sua ideia original fosse pintar todo o corpo nu, não só a cara. 
Conhecemos as façanhas de Dorinha pelas cartas que ela manda para Veríssimo, sempre escritas com tinta lilás em papel turquesa, cheirando a “Mange moi”, um perfume proibido em vários países, e iniciadas invariavelmente pelo vocativo “Caríssimo”! Nas cartas, Dorinha apresenta as propostas mais estapafúrdias para solucionar os problemas brasileiros e mundiais.